# إيرين تايلور
إيرين تايلور (بالإنجليزية: Irene Taylor)‏ هي عازفة الجاز ومغنية أمريكية، ولدت في 16 أغسطس 1906، وتوفيت في 24 يونيو 1988.

## روابط خارجية
- إيرين تايلور على موقع IMDb (الإنجليزية)